# Breda Ba.100
Breda Ba.100 – niezrealizowany projekt włoskiego samolotu myśliwskiego z końca lat 30. XX wieku.

## Historia
Projekt samolotu Ba.100 powstał w wytwórni Società Italiana Ernesto Breda w latach 1938 - 1939. Zespołem konstruktorów odpowiedzialnych za projekt kierował inżynier Antonio Parano. Projekt powstał jako odpowiedź firmy Breda na konkurs na samolot myśliwski, jaki został ogłoszony przez Ministero dell'Aeronautica 5 stycznia 1938 roku (był to tzw. drugi konkurs na samolot myśliwski - 2° Concorso Caccia Intercettore Terrestre). Zaprojektowano wolnonośny dolnopłat z chowanym podwoziem z tylnym kółkiem ogonowym, zakrytą kroplową owiewką kabiną pilota i potężnym silnikiem w układzie podwójnej gwiazdy Alfa Romeo 135 RC.32 Tornado o mocy startowej 1600 KM i mocy trwałej 1400 KM na wysokości 3200 metrów. Silnik ważył 970 kg i miał skokową pojemność wynoszącą 49,7 l. Twórcy silnika pierwotnie widzieli jego zastosowanie na samolotach bombowych. Projekt Ba.100 nie wyszedł poza stadium modelu, a konkurs z 1938 roku wygrał samolot Macchi MC.201.